# ベーラ・コヴァーチ
ベーラ・コヴァーチ（Béla Kovács, 1937年5月1日 - 2021年11月7日）は、ハンガリーのクラリネット奏者。
タタバーニャ出身。1951年から1956年までリスト・フェレンツ音楽専門学校でジェルジ・バラッサにクラリネットを師事。1956年から1981年までハンガリー国立歌劇場のオーケストラに首席クラリネット奏者として在籍。1961年から1971年にはブダペスト室内合奏団にも参加した。1975年からは母校のリスト・フェレンツ音楽専門学校で後進の指導に当たり、1989年からグラーツ国立音楽大学の教授も兼務。